# Prix Georges-Dumézil
Le prix Georges-Dumézil est un prix de l'Académie française annuel constitué, en 1994, par regroupement des fondations et des prix Pol Comiant, Kornmann et Saintour de la même Académie,.
Georges Dumézil est un linguiste, historien des religions et anthropologue français, né le 4 mars 1898 à Paris 12e, ville où il est mort le 11 octobre 1986 dans le 5e arrondissement.

## Liste des lauréats

### Années 1990
- 1995 : 
  - Bruno Hongre alias François Brune pour Le Dictionnaire portatif du futur bachelier
  - André Tissier (1922-2005) pour Présentation et annotation des Recueils de Farces
- 1997 : Bernard Cerquiglini pour L’Accent du souvenir
- 1998 : Hervé D. Béchade pour l'ensemble de ses travaux sur la langue française

### Années 2000
- 2003 : Claire Laux (1969-....) et Isabel Weiss (1971-....) pour Ignare Academy. Les naufrages de l’enseignement
- 2005 : Philippe Destruel pour L’Écriture nervalienne du temps
- 2006 : Alain Fleischer pour L'Accent, une langue fantôme
- 2007 : Jacques Charpentreau pour le Dictionnaire de la poésie française
- 2008 : Clarisse Herrenschmidt pour Les Trois Écritures. Langue, nombre, code
- 2009 : Laurent Susini (1977-....) pour L’Écriture de Pascal. La lumière et le feu. La "vraie éloquence" à l’œuvre dans les Pensées

### Années 2010
- 2010 : Michel Le Guern pour Nicolas Beauzée, grammairien philosophe
- 2011 : Thora Van Male pour Liaisons généreuses. L’apport du français à la langue anglaise
- 2012 : Emmanuelle Kaës pour Paul Claudel et la langue
- 2013 : Mme Wendy Ayres-Bennett et Magali Seijido (1972-....) pour Remarques et observations sur la langue française. Histoire et évolution du genre
- 2014 : Jean Lallot (1937-....) pour Études sur la grammaire alexandrine
- 2015 : Romain Menini pour Rabelais altérateur. « Graeciser en françois »
- 2016 : Dominique Casajus pour L’Alphabet touareg
- 2017 : Louis-Jean Calvet pour La Méditerranée, mer de nos langues
- 2018 : Marwan Rashed pour La Jeune Fille et la Sphère. Études sur Empédocle
- 2019 : Alain Boureau pour Le Feu des manuscrits. Lecteurs et scribes des textes médiévaux

### Années 2020
- 2020 : Sébastien Morlet (1978-....) pour Symphonia. La concorde des textes et des doctrines dans la littérature grecque jusqu’à Origène
- 2021 : Jean-Michel Robert (1953-....) pour Leibniz et les universaux du langage
- 2022 : Pierre Vesperini pour son édition de Théocrite, Les Magiciennes et autres idylles
- 2023 : Henriette Walter pour Deux Mille Mots pour dire le monde
- 2024 : Alexandre Surralès pour La Raison lexicographique. Découverte des langues et origine de l’anthropologie